# Tameem al-Abdullah
Tameem Mansour al-Abdullah (arabisch تميم منصور العبد الله, DMG Tamīm Manṣūr al-ʿAbd Allāh; * 5. Oktober 2002 in Doha) ist ein katarischer Fußballspieler.

## Karriere

### Verein
Von der Reserve-Mannschaft kommend, wechselte er zur Saison 2021/22 fest in den Kader des al-Rayyan SC.

### Nationalmannschaft
Sein Debüt für die katarische A-Nationalmannschaft, hatte er am 1. Juli 2023, wo er im ersten Gruppenspiel der Mannschaft beim Golfpokal 2023, beim 2:0-Auftaktsieg über Kuwait in der Startelf stand. Danach wurde er auch in jedem weiteren Spiel seiner Mannschaft bei dem Turnier eingesetzt, schlussendlich scheiterte er mit seinem Team im Halbfinale am Irak. Nach einem weiteren Freundschaftsspiel gehörte er dann auch mit zum Kader beim CONCACAF Gold Cup 2023, wo er in allen Gruppenspielen seiner Mannschaft zum Einsatz kam.